# Matt Lindland
Matthew James Lindland (født 17 maj, 1970 i Oregon City i Oregon i USA) også kendt som The Law, er en amerikansk pensioneret MMA-udøver, olympisk bryder, foredragsholder, skuespiller, træner, iværksætter og politiker. Han vandt Oregons Republikanske Parti's nominering til Oregon House of Representatives, District 52 seat den 20 Maj, 2008. Han har også startet et beklædningsgenstandsfirma ved navn Dirty Boxer. I mixed martial arts, har Lindland konkurreret primært i mellemvægt-divisionen for UFC, Strikeforce. Affliction, IFL, Cage Rage, WFA, og BodogFIGHT.

## Hall of Fame
I oktober 2013 blev Matt Lindland optaget i Hall of Champions som Fremtrædende Medlem, for sine resultater i brydning, herunder ved at vinde en sølvmedalje ved Ol 2000 og en sølvmedalje i 2001 World Championships.